# The Wire (serie televisiva)
The Wire è una serie televisiva prodotta dall'emittente statunitense della HBO dal 2 giugno del 2002 al 9 marzo del 2008, nell'arco di cinque stagioni per un totale di 60 episodi. Il titolo si riferisce alle cimici e a tutti gli strumenti di intercettazione utilizzati nelle indagini di polizia, che nella serie hanno sempre un notevole rilievo. Il programma, il cui autore è David Simon, si piazzò al nono posto nella classifica stilata dalla Writers Guild of America sulle migliori serie mai scritte.
The Wire è un racconto duro, realistico e spietato della società americana nel suo rapporto con il crimine legato al traffico della droga. Mostra i legami tra povertà, l'indotto del commercio della droga, la morte della classe operaia americana, le istituzioni, il sistema educativo, i mass media. Ne risulta un quadro pessimista ed estremamente critico. La struttura della serie è interamente orizzontale: non ci sono casi di puntata, ma un unico arco narrativo di stagione. Il racconto parte da un'indagine di polizia su una singola organizzazione criminale, ma ben presto si estende a tutto ciò che ruota intorno al traffico di droga: mandanti, fornitori, riciclatori di denaro sporco, disfunzioni delle istituzioni preposte alla legalità e all'istruzione, storture del sistema dei media. Secondo l'autore David Simon, The Wire è solo in apparenza un telefilm poliziesco, poiché in realtà la serie analizza lo stile di vita delle metropoli americane, l'influenza che le istituzioni esercitano sugli individui, ed i compromessi che chiunque è costretto ad accettare, siano essi poliziotti, scaricatori di porto, trafficanti di droga, politici, giudici, giornalisti, avvocati o persino attivisti per la comunità.
Caratteristica particolare di questa serie è l'idioma adoperato dai personaggi, il baltimorese, un dialetto dell'inglese americano medioatlantico ricco di espressioni crude, sporche e volgari che accomuna tutti, dai politici agli spacciatori. Questo dialetto è particolarmente complicato da comprendere per coloro che non siano nativi di Baltimora tanto che, secondo alcune voci, gli spettatori inglesi sentirono la necessità di utilizzare i sottotitoli. In generale la lingua è un elemento fondamentale nella creazione di questo elaborato e minuzioso affresco della città di Baltimora.
La serie è interamente ambientata a Baltimora, città americana di medie dimensioni nello Stato del Maryland, che ha un numero di omicidi sette volte maggiore della media nazionale, seconda solo a Detroit. Ogni stagione si concentra su un aspetto differente di Baltimora: il traffico di droga (prima stagione), il porto (seconda stagione), la burocrazia e l'amministrazione cittadina (terza stagione), il sistema scolastico (quarta stagione), e l'apparato dei media (quinta stagione). La città, oltre ad essere ambientazione dell'intera serie è, secondo alcuni, la vera protagonista della serie.
La serie è stata molto apprezzata per il ritratto realistico della vita urbana e la profonda esplorazione dei temi sociali e politici. Sebbene non abbia vinto premi importanti, né riscosso un grande successo commerciale fuori dagli USA, The Wire è spesso definita dai critici statunitensi una delle migliori serie televisive di tutti i tempi.
In Italia la serie ha debuttato il 6 aprile 2005 su Fox con la prima stagione inedita, per poi passare successivamente su FX che ha trasmesso la seconda stagione inedita dal 18 novembre 2006; infine la serie è passata su Cult che, oltre alle repliche delle prime due stagioni, dal 16 marzo 2009 ha mandato in onda terza e la quarta stagione inedita. La quinta ed ultima stagione è stata trasmessa da FX dal 25 gennaio 2011 al 22 febbraio 2011. In chiaro la serie ha debuttato a partire dal 10 aprile 2012 su Rai 4.

## Trama
La trama dell'opera è basata sulla lotta tra una speciale unità di polizia e una potente banda che controlla il traffico di droga. La particolarità e l'innovazione della serie sta, oltre che nell'accurato realismo dei personaggi, siano essi poliziotti o membri delle gang, nel narrare passo dopo passo l'indagine di polizia, dalla nascita all'evolversi fino alla conclusione.

## Episodi
| Stagione         | Episodi | Prima TV originale | Prima TV Italia |
| ---------------- | ------- | ------------------ | --------------- |
| Prima stagione   | 13      | 2002               | 2005            |
| Seconda stagione | 12      | 2003               | 2006            |
| Terza stagione   | 12      | 2004               | 2009            |
| Quarta stagione  | 13      | 2006               | 2009            |
| Quinta stagione  | 10      | 2008               | 2011            |

### Prima stagione
La prima stagione introduce due gruppi di personaggi: il dipartimento della polizia di Baltimora e la banda di spacciatori gestita dalla famiglia Barksdale. La stagione si concentra sull'indagine di polizia che porterà all'arresto dei membri principali di questa organizzazione.
L'indagine inizia quando il detective Jimmy McNulty si incontra in privato con il giudice Daniel Phelan in seguito all'assoluzione di D'Angelo Barksdale per un caso di omicidio, dopo che il testimone chiave ha ritrattato la sua dichiarazione. McNulty dice a Phelan che il testimone è stato probabilmente intimidito da alcuni uomini di Avon Barksdale (zio di D'Angelo) presenti nell'aula di tribunale, e in particolare Stringer Bell, il secondo in comando di Avon. Inoltre, McNulty afferma che nessuno sta indagando sulle attività criminali di Barksdale, nonostante sia uno dei più grossi trafficanti di droga di Baltimora.
Phelan solleva la questione con gli alti funzionari del dipartimento di polizia, imponendo loro di creare una speciale unità operativa per investigare su Barksdale. Tuttavia, a causa di lotte politiche interne al dipartimento, gli ufficiali in comando intendono aprire un'indagine di facciata solo per accontentare il giudice. A questo punto, inizia una lotta interdipartimentale tra gli agenti più motivati della squadra, che intendono indagare a fondo su Barksdale, e gli ufficiali superiori, che per motivi politici vorrebbero chiudere al più presto l'indagine. Il comandante della nuova unità, il tenente Cedric Daniels, agisce come mediatore tra le due parti.
Nel corso delle indagini il detective Kima Greggs si avvale delle informazioni del tossico Reginald 'Bubbles' Cousins che si guadagna i soldi per le dosi rubando e rivendendo immondizia insieme all'amico Johnny Weeks.
Nel frattempo, l'organizzazione di Barksdale è osteggiata da una piccola banda guidata da Omar Little, e l'ostilità tra i due gruppi produce diversi morti, richiamando maggiormente l'attenzione della polizia. L'unità operativa ottiene scarsi risultati con gli arresti di strada e gli informatori. Per questo motivo, le indagini vengono indirizzate sulla sorveglianza elettronica, usando intercettazioni telefoniche e cercapersone clonati per penetrare le misure di sicurezza adottate dall'organizzazione Barksdale. Quando un socio di Avon è arrestato dalla polizia e si offre di collaborare, gli ufficiali superiori ordinano alla squadra di portare a termine l'indagine. Il detective Kima Greggs rimane gravemente ferita durante un'operazione sul campo, scatenando una reazione esagerata tra i poliziotti del dipartimento. Questo mette in allerta Avon Barksdale e Stringer Bell, i quali iniziano a sospettare che la polizia stia indagando su di loro.
Bubbles nel frattempo ha deciso di disintossicarsi ma il ferimento di Greggs che era l'unica che poteva aiutarlo lo riporta sulla strada della droga.
Alla fine, D'Angelo Barksdale viene sorpreso dalla polizia con una grossa quantità di droga. Dopo aver appreso che Stringer Bell ha ordinato l'omicidio del suo amico Wallace, D'angelo decide di testimoniare contro Stringer e suo zio Avon. Tuttavia, la madre di D'Angelo gli fa cambiare idea e lo costringe ad accettare le galera per il bene della famiglia. L'unità speciale arresta Avon solo per un reato minore e costringe uno dei suoi soldati, Wee-Bey, a confessare la maggior parte degli omicidi commessi dall'organizzazione Barksdale. Stringer riesce ad evitare l'arresto e prende il comando dell'impero Barksdale. Una volta chiusa l'indagine, gli ufficiali superiori puniscono i membri della squadra per la loro insubordinazione: Daniels non viene promosso, la squadra viene smembrata e McNulty è assegnato alla polizia fluviale.

### Seconda stagione
La seconda stagione è l'unica nella quale i luoghi di spaccio non sono l'ambientazione principale, infatti segue le vite degli scaricatori del porto di Baltimora, in particolare Frank Sobotka, il capo di un sindacato che raccoglie fondi attraverso attività illecite per finanziare gli ampliamenti del porto. Il primo episodio inizia con la ronda di una pattuglia della polizia portuale guidata dalla giovane agente Beatrice Russel che scopre in fondo a un container con il sigillo rotto i cadaveri di 13 ragazze dell'Est Europa, probabilmente destinate alla prostituzione. Gli uomini di Sobotka sono pagati da ''il Greco'' e il suo secondo, Spiros Vondopoulus.
Per far sparire alcuni container contenenti principalmente droga o ragazze, Il sindacalista per mettersi in mostra finanzia anche la navata principale di una chiesa polacca di Baltimora entrando in competizione con il maggiore Stan Valchek, comandante del distretto sud-est, che per avere la meglio decide di creare una speciale unità che indaghi su Sobotka e sul suo denaro. Il comando è affidato al tenente Daniels che in seguito all'indagine Barksdale era finito a gestire gli archivi e meditava l'addio al dipartimento. Daniels ricostituisce la vecchia squadra: Freamon, Greggs, Carver, Herc ed anche McNulty, dopo le prime resistenze del Colonnello Rawls.
Nel frattempo Russel 'Stringer' Bell continua a guidare, per conto di Avon Barksdale, il traffico di droga a Baltimora ovest ma, contrariamente alla volontà di Avon, decide di allearsi con Proposition Joe e spartirsi le aree di spaccio, in particolare le torri. Barksdale invia Brother Mouzone, un sicario, da New York per ristabilire l'ordine ma Stringer lo fa eliminare da Omar Little dopo aver indicato Mouzone come torturatore di Brandon (il ragazzo di Omar nella prima stagione). Omar, compreso l'inganno, si ferma prima di uccidere Mouzone. In questa stagione si manifestano tutte le qualità da leader di Bell che alla spalle dell'amico e capo Avon prende accordi per il traffico di droga e commissiona l'omicidio del nipote di Avon, D'Angelo Barksdale, temendo che potesse prendere accordi con la polizia. Inizialmente tutti crederanno a un suicidio di D'Angelo.
Le indagini sul porto si concludono grazie a numerose intercettazioni di Daniels e i suoi su Sobotka, che viene ucciso dai greci prima di poter parlare. 'Il Greco'' e il suo secondo riescono invece a fuggire.

### Terza stagione
Nella terza stagione i temi dello spaccio e della strada ritornano ad essere i principali. Daniels dopo aver risolto lo spinoso caso del porto e dei dodici omicidi, ottiene di mantenere permanente l'unità operativa, ma dopo vari mesi passati ad indagare su Stringer decide di cambiare obiettivo. McNulty decide perciò di scavalcare ancora una volta il suo superiore e avvisa il maggiore Howard 'Bunny' Colvin della pericolosità della gang di Barksdale, ritenuta come principale colpevole del distretto Ovest comandato proprio da Colvin. Daniels è costretto a riportare Barksdale e la sua gente come obiettivo primario, ma avvisa McNulty che alla fine delle indagini sarà cacciato dall'unità. Nel frattempo, Avon esce di prigione per buona condotta, ma il suo ritorno irrigidisce i rapporti con Stringer ormai abituato a gestire gli affari in modo più distaccato e senza l'uso di violenza inutile. I contrasti tra i due sono dovuti principalmente alla comparsa di un nuovo spietato trafficante di droga: Marlo Stanfield. Stringer non riesce però ad imporsi come uomo d'affari; viene infatti truffato dal senatore corrotto Clay Davis. Vengono presentati due nuovi personaggi: il già citato maggiore Colvin e l'ambizioso consigliere della commissione della sicurezza Tommy Carcetti che prende il problema della criminalità molto seriamente e prova a farsi amico il commissario Burrel e gli alti funzionari del dipartimento di polizia. Ogni tentativo sarà vano e Carcetti deciderà di sfruttare il problema sicurezza come trampolino di lancio per candidarsi sindaco alle primarie del Partito Democratico.
Colvin, arrivato ormai a sei mesi dalla pensione, decide di seguire invece una strada innovativa per la lotta al crimine: vuole spostare lo spaccio in poche zone circoscritte e disabitate della città liberando così il resto delle strade.
Dopo iniziali difficoltà il progetto di Colvin ha successo, tanto che si verifica un abbassamento notevole della percentuale di crimini nelle strade, i poliziotti hanno ora il compito di mantenere l'ordine nelle aree dove è stata 'legalizzata' la droga evitando l'uso di violenza; questi luoghi prendono il nome di 'Hamsterdam'.
Le strade di Bubbles e Johnny si dividono: il primo decide di iniziare a guadagnare soldi vendendo beni di prima necessita ad 'Hamsterdam' mentre il secondo si abbandona completamente alla droga nei ghetti, Bubbles fa però la conoscenza di un ragazzo, Sherrod, che inizia ad aiutarlo.
Colvin, dopo una soffiata di un poliziotto alla stampa, è costretto a rivelare le sue azioni ai capi della polizia che nonostante il successo dell'iniziativa lo degradano e lo mettono in ferie fino alla pensione.
Carcetti, nonostante apprezzi l'iniziativa del maggiore, la usa come pretesto per contrastare l'operato del sindaco Clarence Royce, infatti il senatore ha iniziato la sua campagna elettorale assistito da Theresa D'Agostino, che sarà amante di McNulty per qualche tempo.
'Hamsterdam' viene chiuso e tutti gli spacciatori e i tossici sono arrestati, la polizia ritrova anche il cadavere di Johnny.
Le indagini dell'unità operativa hanno successo infatti grazie ad una soffiata di Stringer Bell, che decide di tradire l'amico Avon ritenendo ormai incompatibili le loro due leadership, Barksdale e i suoi uomini vengono trovati in un rifugio pieno di armi e tornano in galera questa volta con la certezza di scontare l'intera pena.
Freamon riesce infine a intercettare Stringer ma McNulty riesce solo a trovare il suo cadavere. Infatti, poco prima di essere arrestato, Avon lo aveva tradito a sua volta consegnandolo a Omar e Brother Mouzone che desideravano vendicarsi dopo gli inganni di Bell nella seconda stagione.
Il ritrovamento del corpo di Russel Bell chiude il cerchio per McNulty che assiste alla scena amareggiato come di fronte alla morte di un amico. Daniels si offre di perdonarlo, ma Jimmy sa di aver portato a termine il suo compito e decide di tornare a fare la pattuglia al Distretto Ovest per rimanere più tranquillo.

### Quarta stagione
La quarta stagione si focalizza sulla banda di Marlo, sul sistema scolastico di Baltimora e sulle elezioni.
L'unità speciale è infatti smembrata, Daniels è promosso a maggiore e comandante del distretto Ovest, Freamon e Greggs sono invece trasferiti alla Omicidi dopo aver consegnato mandati di perquisizione al senatore corrotto Clay Davis.
I due tirapiedi di Marlo, Felicia 'Snoop' Pearson e Chris Partlow, nascondono i cadaveri delle vittime dell'ascesa al potere di Stanfield nelle case sfitte alla periferia della città.
Bubbles invece vive nella cantina della casa della sorella che non lo fa accedere ai piani superiori per paura che l'uomo possa ricadere nella droga e diventare pericoloso. Bubbles è però pulito da oltre un anno, frequenta un gruppo di ascolto per tossici e lavora come volontario ad una mensa per poveri.
Nuovi personaggi sono invece Duquan 'Dukie' Weems, ragazzino che abita con i genitori tossici che vendono le sue cose per procurarsi la droga, Namond Brice, figlio di Roland 'Wee-Bey' Brice, killer di Barksdale condannato all'ergastolo, vive con una madre autoritaria che si aspetta che il figlio ripercorra il cammino del padre; Michael Lee, che vive col fratellino Bug, la madre tossicodipendente e il patrigno che ha abusato di lui in passato, e infine Randy Wagstaff, orfano in affidamento che si guadagna qualche spicciolo vendendo dolci a scuola. Professore nella classe di questi ragazzi è Roland 'Prez' Pryzbylewski, il poliziotto che aveva fatto parte dell'unità operativa nelle prime tre stagioni, il quale abbandona la polizia dopo aver ucciso per sbaglio un agente sotto copertura.
Bubbles vorrebbe mandare a questo istituto Sherrod perché impari quel minimo che gli serve a vivere ma il ragazzo fugge più volte dalla scuola e Bubbles decide di allontanarsi da lui.
Nella stessa scuola prende inizio un progetto che si propone di recuperare i ragazzi più problematici. Consulente in questa iniziativa è l'ex-poliziotto Bunny Colvin, ormai in pensione.
Herc e Sydnor, rimasti nella Unità Anticrimine indagano su Marlo piazzando senza autorizzazione una telecamera di sorveglianza. Il trafficante la trova e la rimuove, e Herc per giustificare le informazioni ottenute dalla sorveglianza inventa un finto informatore.
McNulty invece sembra aver tratto vantaggio dall'impiego come poliziotto di pattuglia, infatti ha perso il vizio del bere ed è felicemente fidanzato con l'agente della portuale Beatrice Russel (comparsa nella seconda stagione).
Carcetti, dopo aver sfruttato a suo favore l'uccisione di un testimone sotto protezione, riesce a vincere le primarie promettendo un miglioramento della sicurezza della città.
Bubbles, nel frattempo viene più volte aggredito e derubato delle magliette e dei suoi guadagni, e decide così di mettere fine alla storia tagliando della cocaina con del cianuro pensando di darla al suo persecutore. Sherrod, tornato a vivere con Bubbles, trova però la droga e l'assume, morendo. Questo evento sarà uno shock per Bubbles che decide definitivamente di disintossicarsi.
Freamon e Bunk Moreland scoprono decine di cadaveri nelle case abbandonate e ricevono dal neo sindaco tutto l'appoggio per assicurare alla giustizia i colpevoli. Nuovamente a capo della speciale unità è Daniels, divenuto ormai colonnello e candidato forte di Carcetti alla sostituzione di Burrel come nuovo capo della polizia.
Il progetto di Colvin viene chiuso per mancanza di fondi ma non prima di aver riscosso qualche successo, in particolare l'ex-poliziotto nota le capacità di Namond e capendo che il ragazzo non è adatto ad una vita di strada ottiene l'adozione del ragazzo con il benestare del padre.
Randy viene portato in un orfanotrofio, infatti Freamon e Bunk hanno trovato i corpi grazie ad una sua soffiata e gli uomini di Marlo si vendicano ferendo gravemente la madre adottiva. Michael, dopo aver stretto un accordo con il braccio destro di Partlow, entra a far parte dell'organizzazione in cambio dell'uccisione del patrigno. Dukie scappa di casa e va a vivere con Michael e il fratellino, inoltre il professor 'Prez' dopo le iniziali diffidenze riesce a conquistare il rispetto e l'attenzione degli alunni.
Omar viene nuovamente ingannato da Proposition Joe che lo spinge a rapinare Marlo, costringendo così il giovane trafficante ad accettare un accordo con la 'cooperativa' di Joe.
Tra le tante vittime di 'Snoop' e Partlow c'è anche Little Kevin, un uomo di Bodie Broadus che, dopo essere stato al servizio di Barksdale nelle prime tre stagioni, è costretto ad accettare il comando di Marlo.
Ma dopo l'uccisione insensata dell'amico, Bodie decide di parlare con McNulty e consegnargli la banda di Stanfield. Prima di poterlo fare viene però ucciso da O-Dog, uno degli uomini di Marlo, con due colpi alla testa.
La commissione degli affari interni espelle Herc per aver preso senza autorizzazione una telecamera e aver falsificato i dati di un informatore.
McNulty, sentendosi responsabile, decide di tornare nella Major Crime Unit per incastrare Marlo.

### Quinta stagione
La quinta stagione si apre presumibilmente ad un anno dalla fine della quarta.
Le promesse del sindaco sul crimine si rivelano infondate, infatti Carcetti taglia più fondi possibili alla polizia per destinarli alla scuola pubblica, che ha un bilancio in rosso di decine di milioni. Tra i tagli c'è anche l'unità operativa, che non ha fatto progressi nell'indagine contro Marlo.
McNulty nel frattempo è ritornato l'alcolista e donnaiolo di sempre e prende con molto dispiacere la chiusura delle indagini su Stanfield e architetta insieme a Lester Freamon un piano per ottenere nuovi fondi. I due infatti mascherano delle morti accidentali di barboni come una serie di omicidi collegati creando così il "killer dei senzatetto"; il sindaco decide di conceder loro uomini e fondi illimitati pur di catturare il killer, che può essere un serio ostacolo alla sua candidatura come governatore dello stato del Maryland.
Le intercettazioni e gli uomini concessi per rintracciare il fantomatico assassino sono impiegati per sorvegliare Marlo, che nel frattempo ha fatto fuori Proposition Joe e ha iniziato a trattare con i suoi fornitori, "il greco" e Spiros Vondopoulos "Vondas", che fanno così il loro ritorno dopo essere scomparsi nel finale della seconda stagione.
La quinta stagione segue anche le vicende del giornalismo a Baltimora: ci sono infatti nuovi personaggi nella redazione del Baltimore Sun.
Scott Templeton è un giornalista che pur di procurarsi qualcosa da scrivere inventa storie di sana pianta e il caporedattore del giornale, Gus, intuendo il problema lo tiene d'occhio, ma i direttori del giornale, vedendo in lui un'occasione per vincere il premio Pulitzer, lo tengono sotto la loro protezione. Il cronista si inventa infatti di essere stato contattato dal killer e McNulty lo asseconda credendo che un po' di pubblicità possa aiutarlo a ottenere ancora più appoggio.
Nel frattempo Omar è tornato in città per vendicare la morte del vecchio amico Butchie, proprio come voleva Marlo che lo ha fatto uccidere apposta. Omar inizia a decimare la banda di Stanfield. Viene però alla fine ucciso da un bambino, un giovanissimo affiliato di Marlo, mentre stava comprando un pacchetto di sigarette in un bar.
Alla fine la squadra operativa riesce a incastrare Marlo e i suoi uomini e a collegarli agli omicidi, nel frattempo però il detective Greggs, scoperto l'inganno, rivela tutto ai capi della polizia e quindi la voce giunge al sindaco.
Carcetti non può rendere pubblica la notizia perché gran parte della sua campagna elettorale a governatore è stata fondata sulla lotta alla povertà e alla situazione dei senzatetto e decide dunque di non agire; il procuratore Pearlman è costretta a rilasciare Marlo perché non può esibire le prove in tribunale, in quanto ottenute con intercettazioni illecite, a patto che Stanfield esca di scena.
Freemon e McNulty sono costretti a dimettersi, dunque Jimmy riesce così anche a dare un taglio netto ai suoi vizi e a recuperare il rapporto con Beatrice.
Il finale mostra il futuro dei personaggi principali della serie.
Daniels dopo essere stato nominato capo della polizia non vuole sottomettersi ai ricatti dell'amministrazione cittadina e ritoccare le statistiche del crimine. È costretto a dimettersi e diventa avvocato, mentre la sua compagna, il procuratore Pearlman, diventa giudice.
Michael Lee, dopo aver ucciso "Snoop", che lo voleva far fuori credendolo la spia che aveva fatto catturare Marlo, abbandona il fratellino Bug da una zia e segue le orme di Omar rubando soldi e droga agli spacciatori.
Duckie, abbandonato dall'amico Michael, trova rifugio tra i tossicodipendenti e inizia a drogarsi; Pryzbylewski è diventato un professore autorevole e rispettato; Namond frequenta ora una scuola più seria rispetto alla precedente e prende parte a un dibattito sulla povertà nel mondo, dando soddisfazione a Colvin e dimostrando che le sue speranze su di lui erano fondate. Bubbles può finalmente uscire dalla cantina e pranzare con sua sorella e sua nipote; Scott Templeton riceve un Pulitzer e Gus viene degradato dai suoi capi; Carcetti diventa governatore e nomina Rawls sovrintendente della polizia nazionale; Carver è nominato Tenente e Herc si guadagna la fiducia dell'avvocato Maurice Levy (legale di Barksdale e di Marlo) come investigatore privato.
Tutto questo viene mostrato mentre McNulty ammira la città da lontano fermo su un'autostrada assieme a Larry, il senzatetto che aveva allontanato da Baltimora per inscenare un rapimento.
Nel finale di stagione viene ulteriormente mostrata la natura circolare degli eventi e dei personaggi. Carver, nominato tenente, ricorda chiaramente Cedric Daniels, Duquuan intraprende uno stile di vita simile a quello di Bubbles delle prime stagioni, Sydnor, a colloquio con il giudice Phelan, rimanda alle vicende di McNulty della prima stagione ed infine Michael assume le vesti di nuovo Omar.

## Struttura degli episodi
Ogni episodio di The Wire inizia con un teaser che non rispetta un codice estetico o narrativo fisso. Spesso non viene introdotto il tema, né viene presentato un problema che si ripresenterà più tardi. Il fine è più che altro quello di calare il pubblico nell'atmosfera sporca e caotica della serie, prepararlo al tono del racconto che lo intratterrà per il resto dell'episodio. A fine teaser vediamo la sigla e, in coda sul nero, una frase: "E tutti i pezzi contano" "Droga sul fottuto tavolo" "Questo è il mio mondo. È tutto qui". La frase introduce direttamente al conflitto di puntata, e sarà pronunciata da uno dei personaggi nel corso dell'episodio. Di solito, una volta contestualizzata, quella frase acquisirà un significato particolare per la storia. Ogni puntata di The Wire (tratto comune alle prime due stagioni), presenta due conflitti principali: un problema che viene dal basso e che rende difficile seguire i trafficanti di droga, e un problema dall'alto, dalle alte sfere. Politici, elezioni, poliziotti in carriera, fughe di informazioni ai giornali. L'episodio è scandito da queste due situazioni da risolvere mentre le piccole orizzontali proseguono: la vita familiare di McNulty, l'aspirazione di Daniels di divenire avvocato, la relazione di coppia di Greggs, i dubbi di D'Angelo. Queste orizzontali sono per lo più pretesti per far uscire il personaggio, per rendere visibile al pubblico i tratti più intimi e umani dei poliziotti e dei trafficanti.

## Personaggi
- James "Jimmy" McNulty: scrupoloso e ribelle, McNulty è un pessimo uomo e un ottimo poliziotto. Tutte le sue doti sembrano farsi vive solo quando lavora: il suo senso di giustizia, la sua dedizione, la premura per i colleghi e l'attenzione ai particolari. Nella vita personale è un disastro: infedele, attaccato alla bottiglia, irriverente e insensibile. La moglie lo ha lasciato dopo aver scoperto il tradimento di lui con l'avvocatessa Pearlman. Lui ama la moglie, semplicemente non riesce ad esserle fedele, tuttora cerca di riavvicinarla pur continuando ad andare a letto con l'altra. I figli sono ancora un dibattito aperto: l'ex moglie lo considera troppo irresponsabile e vorrebbe restringere le sue possibilità di vederli. McNulty li ama e combatte per loro, ma di fatto non fa che dimostrare il contrario, arrivando al punto di usarli per seguire un sospetto. McNulty è un uomo solo, vive in una casa spoglia e passa il tempo lavorando. Si è attaccato ossessivamente al caso Barksdale, ama Baltimora e detesta chi semina morti nella sua città. Non si fa problemi a usare gli altri, a manipolare le informazioni e scavalcare superiori se questo può servire a preservare l'indagine e a ottenere più risorse e possibilità di portarla avanti. Le regole si rispettano finché non impediscono di fare giustizia, poi si cerca un modo per aggirarle. McNulty spesso non riesce a prevedere tutto quello che causeranno le sue provocazioni e si trova poi a doverne subire le conseguenze, o a subire il senso di colpa se le conseguenze vengono subite da altri. Nonostante questo rimane un buon poliziotto, dotato di fiuto e della sensibilità necessaria a trattare con informatori e sospetti, oltre ad essere dotato di una calma sardonica nel reggere le provocazioni e le punizioni sul lavoro. Tutti di lui dicono la stessa cosa: "È uno stronzo di cui non ti puoi fidare. Ma ha ragione."
- William "Bunk" Moreland: amico e collega in coppia con McNulty, ottimo investigatore. Condivide la maledizione del poliziotto: anche lui ha un matrimonio allo sfascio, una preoccupante propensione per gli alcolici ed è completamente assorbito dal lavoro. Sempre vestito in giacca e cravatta, è prudente, non ama esporsi, ha un occhio allenato per i dettagli e le incongruenze, sa ricavare molte informazioni da pochi elementi. Meno dinamico di McNulty ha però una maggiore credibilità del collega, soprattutto agli occhi di Rawls. Costituisce una delle principali risorse e contatti del protagonista, in quanto Moreland non entra a far parte della squadra e quindi rimane all'interno della omicidi da cui può accedere ad altre informazioni e autorizzazioni.
- William Rawls: duro e diretto, è il comandante in carica del dipartimento per gli Omicidi e diretto superiore di McNulty. È lui che cerca di respingere la richiesta di aprire un'indagine su Barksdale, perché su questo tipo non hanno niente, significherebbe impegnare una quantità enorme di persone e risorse per inseguire una chimera che non porterebbe a niente. Ma McNulty passa attraverso un giudice, che ordina la riapertura del caso, scavalcando Rawls. Da quel momento è odio personale: Rawls fa tutto quello che è in suo potere per sbattere McNulty più lontano possibile da lui, lo vuole rovinare, è l'uomo che ha messo in discussione la sua autorità e in modo scorretto, rivolgendosi in alto. Rawls non ha autorità diretta sul caso Barksdale, ma ne ha su McNulty e su tutti gli omicidi che questa nuova e sgangherata squadra operativa gli mandano. Arriverà al punto di chiedere a uno di loro di fargli da spia per cercare di trovare un punto debole di Jimmy. Nonostante queste sue qualità negative, Rawls è un uomo tutto d'un pezzo, che sa come ci si muove in politica ma che non è corrotto, e non permette al suo rancore personale di rovinare il suo lavoro. È il capo sotto cui la percentuale di omicidi risolti a Baltimora è salita al 50 percento, ed è capace di riconoscere un merito quando lo vede, perfino nell'odiato McNulty.
- Rhonda Pearlman: avvocato e vice procuratore distrettuale, è la donna con cui McNulty ha tradito la moglie. Indipendente, vive la sua vita senza di lui, ma sogna di domarlo e di convincerlo a instaurare una relazione seria con lei. Ma McNulty non solo non vuole, ma lo dice apertamente senza la minima sensibilità. Nonostante questo burrascoso rapporto personale, l'avvocato è una dei migliori alleati del detective, disposta ad ascoltarlo e a fargli da consulente, perfino a combattere con lui la burocrazia e gli intrighi politici per ottenere permessi e delibere. Rhonda cerca di tirare il freno a Jimmy, spiegarli che le regole del gioco sono tante e vanno rispettate e che le connivenze politiche sono un punto obbligato nel loro mestiere. Lei stessa finirà con l'appassionarsi al caso e a lasciare la sua abituale prudenza per rischiare quando si renderà conto che l'intuito di Jimmy li sta guidando verso una pentola che se scoperchiata farà saltare criminali e politici, metterà a nudo un cancro ramificato della società.
- Daniel Phelan: Irlandese d'origine come l'amico McNulty, Phelan è un giudice di Baltimora particolarmente scomodo a tutti. Polizia, politici e criminali. L'aver permesso nella sua aula che D'Angelo Barksdale la facesse franca mettendo in ridicolo il procuratore distrettuale lo ha fatto infuriare, tanto da ordinare al Vice dell'Operativa Burrell di aprire il caso Barksdale per smantellare la sua organizzazione. Nessuno sa bene quanto potere abbia in città, ma nessuno osa pestargli i piedi. Non è in corsa per la rielezione dei giudici ma, in seguito a cambiamenti di programma, come rientra in lista, mitigherà il suo carattere e ritratterà le sue azioni lasciando senza protezione e aiuto l'amico e braccio destro McNulty.
- Ervin Burrell: Vice dell'operativa, Burrell è un uomo che ama difendere tanto la reputazione del dipartimento di Baltimora quanto la propria immagine. Viene spronato dal giudice Phelan (uomo del governo) ad indagare sul caso Barksdale. Il vice decide di fare il minimo indispensabile: incarica il tenente Daniels di chiudere l'indagine nel più breve tempo possibile. Il suo vero antagonista sarà McNulty: il detective, infatti, avvalendosi dell'appoggio del giudice, riuscirà a rovinare i piani a Burrell prolungando i tempi di indagine e adottando metodi quali intercettazioni e appostamenti che lo porteranno a scoprire la corruzione nei piani alti. Burrell determinato ad evitare scandali e proteggere il sistema politico della città farà di tutto per mettere i bastoni fra le ruote alla squadra: assegnerà al tenente Deniels gli scarti dei dipartimenti, rilegherà il gruppo in un fatiscente scantinato e fornirà loro apparecchiature antidiluviane.
- Cedric Daniels: è un tenente stimato per il fatto che "sa restare al suo posto", rispetta le gerarchie, è metodico e corretto nelle indagini. Proprio per questo ha ottime prospettive di carriera: ha una laurea in legge e potrebbe diventare maggiore del dipartimento narcotici. La sua onestà però sarà il suo tallone d'Achille: non appena si renderà conto che il vice dell'operativa Burrell vuole insabbiare e chiudere il caso, Daniels per la prima volta si opporrà alle rigide regole burocratiche e comportamentali del dipartimento e si alleerà con quello che pensava essere il suo antagonista, McNulty. È sposato con Marla, una moglie premurosa che all'inizio lo appoggia nelle sue scelte, poi, vedendo la carriera del marito in pericolo, lo sprona a restare al suo posto. Una caratteristica fondamentale di questo personaggio, oltre alla sua onestà ed alla sua tenacia è anche quella di essere riuscito a valorizzare al massimo la sua squadra.
- Shakima "Kima" Greggs: donna sui trent'anni, afroasiatica. Porta ostinatamente i capelli legati a coda di cavallo e un berretto blu. È un detective della Narcotici del Dipartimento di Baltimora, molto brava nel suo mestiere e molto apprezzata da colleghi e superiori. Di poche parole e molto concreta, con doti di comando e una gran passione per il suo lavoro. Stare in strada e fare il poliziotto non è stato un sogno che aveva sin da bambina, ma è maturato durante l'addestramento, quando ancora non era convinta e pensava di fare altro, magari un lavoro d'ufficio. È considerata da tutti i colleghi come un "uomo", anche perché, essendo lesbica, è fuori dal bersaglio dei maschi del dipartimento. Certo non solo per questo: Kim si veste come un uomo, parla come uno scaricatore e picchia duro come un pugile. Non è una "santa" (quando c'è una retata non si fa certo pregare a usare il manganello), né tantomeno una "crocerossina" (per esempio non spinge il suo informatore Bubbles a disintossicarsi, perché altrimenti non gli sarebbe più così utile). È legata sentimentalmente con una donna con cui convive, preoccupata per la pericolosità del suo lavoro. La sua concretezza sul lavoro e la sua integrità morale l'avvicinano molto a Jimmy McNulty, con cui fa regolarmente coppia durante il caso Barksdale. Finché, durante un'imboscata a cui Greggs partecipa come esca, non rimane gravemente ferita in una sparatoria. Finisce in coma, e quando si risveglia viene convinta dalla fidanzata a mollare la Narcotici per un incarico nell'ufficio del Procuratore. Lavoro che la mette al sicuro, ma che la rende profondamente infelice.
- Lester Freamon: è stato relegato a lavorare per ben tredici anni all'ufficio pegni perché in passato si è rifiutato di sorvolare su uno scandalo politico di enorme portata. In questi tredici anni il carattere di Freamon si è acquietato, ha sviluppato un hobby singolare e remunerativo: costruisce case di bambole. È spostato dall'ufficio pegni al caso Barksdale perché ritenuto ormai incapace di svolgere il proprio mestiere. In realtà Freamon è l'anziano saggio del gruppo che svolge un ruolo fondamentale di guida ed educatore dei giovani nella squadra. È esperto in intercettazioni, frodi fiscali e riciclaggio di denaro e dividerà il suo sapere con Prez, suo discepolo, al quale insegnerà il mestiere e a lavorare onestamente. L'esperienza e il mestiere consumato contribuiranno a risolvere il caso, a scapito di Burrell.
- Thomas "Herc" Hauk: "Noi siamo più adatti alla lotta di strada che al lavoro di scrivania, alla lotta violenta contro il crimine! Altro che scartoffie… raccogliere corpi, spaccare teste… È questo il nostro campo". Così il sergente Herc definisce in poche parole il proprio ruolo. È un ragazzo fresco di accademia, è violento, assetato di lotta, ama combattere. Ha ottenuto un buon punteggio al test per innalzarsi di grado ed essere promosso, ma è stato superato da chi, a differenza di lui, ha buoni agganci politici. Per questo Herc non si fa più scrupolo di niente. Ha deciso di fare sempre ciò che vuole, di seguire il proprio istinto anche a costo di uscire dal lecito. Per questo motivo, trovandosi di fronte a banconote sequestrate per indubbia provenienza non ci penserà due volte, d'accordo con il suo amico-collega, ad intascarne una parte.
- Ellis Carver: Giovanissimo sergente della narcotici, è l'amico-collega di Herc. Più furbo e maturo di Herc accetta di essere la talpa che fornirà a Burrell gli sviluppi sul caso Barksdale, tradendo la fiducia della squadra pur di avere in cambio la promozione.
- Roland "Prez" Pryzbylewski: è il genero del maggiore Valchek e per questo gode di un trattamento di riguardo. È inizialmente un ragazzo molto impulsivo, una ottusa testa calda. Viene accusato di falsa segnalazione poiché spara alla propria auto incendiandola e poi chiama i rinforzi dicendo di trovarsi in mezzo a un attentato. Per una bravata del genere gli sarebbero stati tolti distintivo e pistola ma l'influenza del genero ha i suoi vantaggi: Valchek infatti lo impone alla squadra di Daniels. Il tenente non è assolutamente contento di averlo fra i suoi uomini ma non riuscirà a liberarsene. Prez dal canto suo continua con le bravate: fa partire il fuoco dalla sua pistola per motivi ingiustificati, aggredisce brutalmente e senza motivo dei ragazzi per strada fin quando uno di loro non perderà un occhio. Questo il pretesto che permetterà al suo capo Daniels di toglierlo dal pattugliamento e di relegarlo in ufficio ed è proprio qui che Prez rivelerà le sue doti. Aiutato dal suo mentore Freamon, il ragazzo che tutti reputavano un poco di buono, un esaltato, un incapace si scoprirà essere un attento osservatore, diverrà un esperto di intercettazioni e di codici e il suo contributo sarà determinante nello scoprire il mondo che si cela dietro il clan Barksdale.
- Leander Syndor: Giovane stella nascente del dipartimento per i furti d'auto. Tutti concordano che sia sprecato per quell'incarico: il ragazzo è sveglio e appassionato, si butta anima e corpo nell'indagine ed è elettrizzato dal nuovo lavoro di intercettazioni e appostamenti e dalla quantità di informazioni e prove che la squadra sta raccogliendo. Grazie alla sua pazienza, alla calma e alla professionalità sul lavoro si guadagna il rispetto dell'austero Freamon. Sempre ligio alle regole, dovrà anche lui scegliere se seguirle o aggirarle per perseguire uno scopo.
- Michael Santangelo: Pigro e stanco, Santangelo è un detective che vorrebbe andare in pensione e godersi un po' di bella vita. Viene assegnato alla squadra perché non risolve da tempo un caso, è un peso morto che svolge incarichi di ufficio. È un uomo disincantato e sprezzante, che non crede molto in quell'indagine. Rawls lo recluta come spia personale per sorvegliare McNulty. All'inizio svolge il suo ruolo di spia, ma sarà proprio grazie allo spirito di gruppo della squadra e al rispetto che McNulty dimostra per i colleghi che inizierà a farsi delle domande, e a risentire dentro di sé quella lealtà professionale che fa parte del mestiere.
- Avon Barksdale: è il boss del narcotraffico di Baltimora Ovest. In realtà la sua organizzazione è molto più complessa e stratificata e spazia dalla droga alle speculazioni immobiliari, riciclaggio di denaro e sostegno nelle campagne elettorali politiche e amministrative. Ha imparato ad essere un uomo invisibile: è incensurato, non guida, non esce quasi mai, non circolano foto che lo ritraggono, non ha nessuna proprietà intestata a suo nome. È un fantasma, talmente protetto dai suoi da risultare quasi intoccabile. Gestisce la sua "impresa" con un precisissimo elenco di regole e precauzioni. Una di queste è l'uso sistematico dei cercapersone e dei telefoni pubblici invece dei cellulari, cosa che crea tantissime difficoltà burocratiche alla polizia che tenta di intercettarlo. Nonostante sia il capo riconosciuto, sarebbe perso senza l'aiuto del suo numero due, il meno impulsivo Stringer Bell. Il suo braccio destro.
- Russell "Stringer" Bell: è il braccio destro di Avon, parente di sangue. Anche se Avon è il capo riconosciuto, Stringer è quello che effettivamente dirige i commerci di Barksdale. È l'anello di congiunzione tra Avon e i suoi luogotenenti che gestiscono le zone dello spaccio. È l'uomo che si mostra in pubblico, che parla con i fornitori e con i muli. Molto ordinato nel vestirsi (quasi mai visto con una t-shirt o con pantaloni larghi, ma sempre con maglioncini e camicie), segue anche dei corsi di economia all'università per ottimizzare ancora di più le ingenti entrate dell'organizzazione. È molto riflessivo e freddo e ogni volta che c'è una crisi e bisogna ridiscutere le strategie, Stringer è sempre il più calmo ed efficiente nel proporre le soluzioni. Ha una copisteria che usa come lavoro di copertura. È un uomo con un piano: accumulare un capitale con la droga e inserirsi gradualmente nel mondo "pulito" degli affari, della speculazione edilizia e della politica.
- D'Angelo Barksdale: Nipote del grande boss Avon, D'Angelo è un ragazzo intelligente e sensibile, che in un momento rischioso perde il controllo e commette un grossolano errore, uccidendo un testimone. Se prima di quel momento D'Angelo era uno spacciatore di fascia "alta" al servizio dello zio, ora viene rispedito a far gavetta nella zona più malfamata e sporca dello spaccio controllato da Avon. Dovrà dare prova di essere uno spacciatore che sa il suo mestiere, e un buon capo. Ma quell'ambiente così povero, quei ragazzi così giovani sotto di lui, alcuni pieni di sogni ottusi di ricchezza e di futuro glorioso nella droga, gli danno da pensare. D'Angelo è dotato di una coscienza più forte degli altri criminali ormai navigati, inseriti nell'ambiente e nel sistema, e inizia a vedere con più chiarezza il lato oscuro di quel mondo. Cerca redenzione attraverso Wallace, poco più di un bambino che lavora per lui e che a un certo punto dice di voler cambiare vita. D'Angelo cerca di proteggerlo e incoraggiarlo a lasciare il giro, si fa suo garante e per lui infrange anche gli ordini, ma il sistema non perdona e Wallace viene giustiziato. D'Angelo, a quel punto, si arrabbia contro suo zio e rilascia una testimonianza contro di lui. D'Angelo è fin dall'inizio un punto debole nella struttura rodata e solida di Avon Barksdale, è un ragazzo troppo umano per quel mondo, e al tempo stesso abbastanza intelligente da saper stare zitto e seguire la corrente quando serve. Si mostra ragionevole quando entra in contatto con la polizia, McNulty e Bunk riescono talvolta a sfruttare i suoi lati più ingenui e sensibili.
- Preston "Bodie" Broade: Bodie è uno dei "soldati" di Avon, in servizio alla Fossa sotto la supervisione di D'Angelo. Ragazzo nero dei quartieri popolari, non è mai uscito da Baltimora Ovest, che considera a tutti gli effetti il suo mondo. Bodie è un figlio della miseria tipica della periferia di Baltimora, la cui ambizione è quella di ottenere ricchezza e potere, consapevole dei pericoli e che non vivrà così a lungo. Nonostante la giovane età assorbe molto meglio dell'amico Wallace la violenza e l'insensatezza del mondo criminale: tanto che non si tira indietro quando Stringer gli ordina di uccidere Wallace. Quando D'Angelo sarà arrestato Stringer lo promuoverà a capo della Fossa, riconoscendo come il soldato sia uno dei più fedeli al clan Barksdale.
- Reginald "Bubbles" Cousins: Bubbles è un tossico di Baltimora Ovest, informatore e amico di Greggs. Un tipetto di colore, riccio, che borbotta sempre. Non si può essere certi della sua età: trent'anni portati malissimo, trentacinque male, quaranta così così. È da tutta la vita che bazzica le Torri e la Fossa (le case popolari dove si spaccia), campando di espedienti e furtarelli che gli permettono di comprarsi la roba. Questa sua conoscenza del quartiere, di chi lo abita e del sottobosco criminale che ci cresce lo rendono un preziosissimo informatore per la squadra. Bubbles per sopravvivere e per vendicarsi del trattamento che gli spacciatori riservano ai clienti, permette agli agenti di identificare i sospetti, riferisce voci, dà dritte utili. Ha un rapporto privilegiato con Kima Greggs, alla quale confida i suoi intenti di disintossicarsi e di rifarsi una vita.
- Omar Little: Omar è un personaggio molto particolare: è l'uomo più temuto nelle strade, il terrore di Baltimora Ovest: è nero, alto, magro e nerboruto, con i capelli a treccine, è dichiaratamente omosessuale e non appartiene a nessuna gang perché odia le gang; una lunga cicatrice gli solca il volto. È un cane sciolto, uno che in città riesce a fare soldi senza servire nessuno se non se stesso. Sa come funziona la città e come sopravvivere, agisce sempre da solo o con pochi complici. Può permettersi di derubare Avon Barksdale della sua droga senza avere paura di una ritorsione. Ritorsione che puntualmente arriva e di cui rimane vittima il suo ragazzo, Brandon. Da quel momento la sua vita è consacrata ad un unico obiettivo: distruggere Barksdale e vendicarsi. Per questo comincia da un lato a collaborare con la polizia (fornendo testimonianze per alcuni casi di omicidio perpetrati dagli uomini di Avon) e dall'altro rovinando gli affari di Avon e cercando di ucciderlo. Ci va molto vicino: riesce a tirarlo fuori dal suo locale, ma manca il colpo e lo ferisce soltanto. A quel punto è costretto a sparire e si rifugia a New York. Il suo personaggio è ispirato a Donnie Andrews.[12]

## Home video
Negli Stati Uniti e nel Regno Unito, sono usciti i DVD di tutte e cinque le stagioni.